# Río Hron
El río Hron (en húngaro: Garam; en alemán: Gran) es un río de 298 km de largo afluente del Danubio y el segundo río más largo de Eslovaquia. Discurre desde su fuente, localizada en la cordillera de Tatras Bajas a través de Eslovaquia Central y del sur, hasta desembocar en el Danubio cerca de Štúrovo y Esztergom. Las ciudades más importantes situadas a orillas del Hron son: Brezno, Banská Bystrica, Sliač, Zvolen, Žiar nad Hronom, Žarnovica, Nová Baňa, Tlmače, Levice, Želiezovce y Štúrovo.
La cuenca del río cubre alrededor del 11% de la superficie de Eslovaquia. Su cuenca superior es conocida como la región de Horehronie.
El nombre del río fue mencionado por primera vez en el año 170, cuando el emperador romano Marco Aurelio escribió sus Meditaciones en el río Hron (Granus).

## Río Hron en la cultura popular
- La canción que representó a Eslovaquia en el Festival de Eurovisión 2010 tenía por título «Horehronie», y se trata de una oda a la región.

- Datos: Q213230
- Multimedia: Hron / Q213230